# Trolejbusy w Pietrozawodsku
Trolejbusy w Pietrozawodsku − system komunikacji trolejbusowej działający w rosyjskim mieście Pietrozawodsk.
Pierwszą linię trolejbusową w Pietrozawodsku otwarto 5 września 1961 na trasie  Товарная станция – ул. Антикайнена – Урицкого - пл. Кирова. W kolejnych latach sieć trolejbusową rozbudowywano.

## Zajezdnie
W Pietrozawodsku działają dwie zajezdnie trolejbusowe:
- zajezdnia trolejbusowa nr 1 − otwarta w 1961
- zajezdnia trolejbusowa nr 2 − otwarta w 1998

## Linie
Obecnie w Pietrozawodsku istnieje 7 linii trolejbusowych:
| Numer linii | Trasa                              |
| ----------- | ---------------------------------- |
| 1           | Кемская улица - Улица Хейкконена   |
| 2           | Лыжная улица - ДСК                 |
| 3           | Заводская улица - Хлебокомбинат    |
| 4           | Лыжная улица - Ленинградский улица |
| 5           | Лыжная улица - Товарная станция    |
| 6           | Улица Корабелов - Товарная станция |
| 8           | Заводская улица - Улица Хейкконена |

## Tabor
Do obsługi sieci trolejbusowej w Pietrozawodsku jest 109 trolejbusów:
- ZiU-9 − 79 sztuk
- VZTM-5284 − 10 sztuk
- LiAZ-5280 − 16 sztuk
- VMZ-170 − 2 sztuki
- MTrZ-5279.1 − 1 sztuka
- PT-6231 − 1 - 1 sztuka